# Herta Haas
Herta Haas (Broz), slovensko-hrvaška ekonomistka in partijska delavka judovsko rodu, * 29. marec 1914, Slovenska Bistrica, † 5. marec 2010, Beograd
Herta Gabriele Haas se je rodila 29. marca 1914 v Slovenski Bistrici v judovski družini. Herthin oče Henrik Haas je bil pravnik in socialist, njena mati Priska Schindler-Haas je bila učiteljica. Henrik Haas je leta 1906 prišel v Maribor in odprl odvetniško pisarno. Priska Haas je leta 1909 študirala in diplomirala na nemški učiteljski akademiji v Mariboru, po diplomi pa je dve leti delala kot učiteljica v podeželskih šolah na Štajerskem. Haasova je po maturi, ki jo je končala 1933 v Mariboru študirala na Ekonomsko-komercialni visoki šoli v Zagrebu in 1945 tam tudi diplomirala.
Leta 1936 je bila sprejeta v Komunistično partijo Jugoslavije. Od leta 1938 do 1941 je bila kurirka CK KPJ in Titova spremljevalka. Ob pričetku 2.Svetovne vojne vojne je službovala kot vzgojiteljica v vrtcu Sveti Jurij v Slovenskih goricah. Do decembra 1943 je delala pri vrhovnem štabu, nato je do junija 1945 delala pri glavnem štabu NOV in POS. Po končani vojni se je zaposlila v ministrstvu za industrijo LR Hrvatske in bila kasneje tudi sekretarka v vladi Federativne ljudske republike Jugoslavije.
Leta 1940 je Hassova postala druga Titova žena, s katerim je imela otroka, sina Miša. Po vojni se je Tito ločil od nje.